# Macrotera opacella
Macrotera opacella är en biart som först beskrevs av Timberlake 1956.  Macrotera opacella ingår i släktet Macrotera och familjen grävbin. Inga underarter finns listade i Catalogue of Life.